# José Miguel Arroyo
José Miguel Arroyo (1810-1867) est un homme politique mexicain et est Président de la Junta Supérieur de Gouvernement du Mexique, et Président du Conseil des Ministres pendant le gouvernement monarchique mexicain (Premier ministre de Maximilien Ier) pendant le gouvernement constitutionnel de l'Empire mexicain,.